# María Emilia, querida
María Emilia, querida es una telenovela peruana producida por José Enrique Crousillat para la productora América Producciones.
La telenovela está basada en la radionovela "Tú mundo y el mío", novela original de la escritora cubana Delia Fiallo y que contó con una adaptación a cargo de la escritora mexicana Ximena Suárez.
Protagonizada por Coraima Torres y Juan Soler, con las  participaciones antagónicas  de Ana Patricia Rojo y Leslie Stewart y con las actuaciones estelares de Ana Bertha Espín, Roberto Moll, Roberto Sen, Meche Solaeche, Orlando Fundichely, Virna Flores, Ismael La Rosa, Jorge Guzmán y las primeras actrices Noemí del Castillo y Lucía Irurita.

## Sinopsis
María Emilia Pardo-Figueroa es una joven que pertenece a una familia que en un pasado no muy lejano fue una de las familias más adineradas y con mejor posición social de Perú, pero tras la muerte de su padre, se descubrió que, debido a una mala administración por parte de él, la única herencia que dejó a su familia fueron deudas que les dejaron en la miseria y los excluyó del mundo de la alta sociedad a la que pertenecían, provocando que María Emilia, sus dos hermanos, Mónica y Augusto "Gucho" y su abuela paterna Doña Josefina Benavides vda. de Pardo-Figueroa queden en la ruina, tras sufrir el embargo de todos sus bienes, tuvieran que irse a vivir a un barrio humilde de Lima, el Rímac. Aunque María Emilia se adaptó rápidamente a la vida humilde gracias en parte a la personalidad que heredó de su difunta madre y a la ayuda de sus vecinos, la familia Gómez, el resto de su familia no pudo aceptar esa situación, sienten que ese no es su mundo y quieren volver al mundo al que pertenecían antes de arruinarse y recuperar su vida privilegiada.
María Emilia trabaja desde casa como traductora para mantener a su familia y en algunas ocasiones como profesora particular, de esa manera llega a la casa de la familia Aguirre, una rica familia formada por Francisco, su esposa Yolanda y sus dos hijos Alejandro y Gaby. María Emilia entra a trabajar en esa casa para dar clases particulares a Gaby y cuando conoce a Alejandro, el hermano mayor de Gaby, se enamora a primera vista de él. Aunque Alejandro en un primer momento solo quiere jugar con ella, acaba correspondiendo a los sentimientos de María Emilia y comprometiéndose con ella.
Aunque María Emilia se enamoró de Alejandro por lo que era y no por lo que tenía, el amor entre María Emilia y Alejandro se topará con diversos obstáculos, entre miembros de la familia de Alejandro, la exnovia de Alejandro, Marcia, y hasta su propia familia, por culpa del pasado rico de la familia de María Emilia.

## Elenco
- Coraima Torres - María Emilia Pardo-Figueroa
- Juan Soler - Alejandro Aguirre González
- Ana Patricia Rojo - Mónica Pardo-Figueroa (antagonista)
- Ana Bertha Espín - Yolanda González de Aguirre
- Lucia Irurita - Doña Josefina Benavides Vda. de Pardo-Figueroa
- Leslie Stewart - Marcia Colmenares (antagonista)
- Roberto Sen - Francisco Aguirre
- Silvana Arias - Susana "Susanita" Peña
- Rodrigo Sánchez Patiño - Augusto "Gucho" Pardo-Figueroa
- Ernesto Cabrejos - Don Rudencio Jara
- Stephanie Cayo - Gabriela "Gaby" Aguirre González
- Noemí del Castillo - Generosa Gómez
- Virna Flores - Laura "Laurita" Briceño González
- Meche Solaeche - Hortensia González de Briceño
- Roberto Moll - Esteban Briceño
- Jorge Guzmán - Luis Alberto
- Ismael La Rosa - Miguel "Miguelón" Gómez
- Miguel Medina - José "Pepe" Peña
- Camucha Negrete - Estela "Estelita" Sánchez
- Marcelo Oxenford - Julio César Espinoza
- Orlando Fundichely - Eduardo "Lalo" Méndez
- Renato Rossini - Rubén Colmenares
- Javier Valdés - Rodrigo Masselli
- Melania Urbina - Leopoldina "Nina" Gómez
- Mónica Sánchez - Rocío Gómez
- Elva Alcandré - Inés
- Mitzi Silva - Juanita
- Hernán Romero - Héctor Masselli
- Roxana Peña - Maruja
- Javier Delgiudice - Ernesto Falcón
- Gilberto Torres
- Tatiana Espinoza - Rita Farfán de Peña
- Eduardo Linares
- Kareen Spano - Leticia Briceño
- Mari Pili Barreda - Norma
- Milagros Vidal - Mercedes Sánchez
- Giovanni Ciccia - Ricardo Murguía

## Versiones
"María Emilia, querida" está basada en la radionovela "Tu mundo y el mío", original de Delia Fiallo. Esta historia ha sido llevada a la pantalla en varias ocasiones.
- Rosario, telenovela realizada en 1968 por Venevisión, protagonizada por Marina Baura y José Bardina.
- Emilia, telenovela realizada en 1979 en Venevisión, producida por Tabaré Pérez y protagonizada por Elluz Peraza y Eduardo Serrano.
- Tu mundo y el mío, telenovela realizada en 1987, por Crustel S.A., producida por Roberto Denis y protagonizada por Nohely Arteaga y Daniel Guerrero.
- Fabiola, telenovela realizada en 1989 por Venevisión, producida por Valentina Párraga y protagonizada por Alba Roversi y Guillermo Dávila.
- Paloma, telenovela colombiana producida por Jorge Barón Televisión en 1994 y protagonizada por Nelly Moreno y Edmundo Troya.